# Золотарёв, Андрей (хоккеист с шайбой)
Андрей (Эндрю) Золотарёв (англ. Andrey (Andrew) Zolotarev, 7 августа 1990, Кишинёв, ССР Молдова, СССР) — австралийский хоккеист, защитник и нападающий.

## Биография
Андрей Золотарёв родился 7 августа 1990 года в Кишинёве.
Играет в хоккей с шайбой на позициях защитника и нападающего. Почти всю карьеру провёл в Австралии, выступая за команды Аделаиды.
Выступал в Австралийской хоккейной лиге за «Аделаида Эвеланш», «Аделаида Эйс», «Аделаида Адреналин» в 2006—2013, 2015—2016 и 2018—2019 годах. За девять сезонов провёл 113 матчей, в которых набрал 16 (4+12) очков. В 2009 году в составе «Аделаида Адреналин» стал чемпионом Австралии.
С 2013 года играет за «Аделаида Фэлконс» в премьер-лиге штата Южная Австралия. За шесть сезонов сыграл 74 матча, набрал 69 (21+48) очков.
В сезоне-2011/2012 также играл в финском втором дивизионе за «Виикингит» из Хельсинки, провёл 17 матчей, сделал 5 результативных передач.
В 2007—2008 годах играл в составе сборной Австралии во втором дивизионе чемпионата мира среди юношей до 18 лет. В 10 матчах набрал 2 (1+1) очка.